# Сагареджойский муниципалитет
Сагареджойский муниципалитет (груз. საგარეჯოს მუნიციპალიტეტი sagareǰos municipʼalitʼetʼi) — муниципалитет в Грузии, входящий в состав края Кахетия. Находится на востоке Грузии, на территории исторической области Кахетия. Территория муниципалитета составляет  - 1553,69 кв. км.. Административный центр — Сагареджо.

## История
Образован в 1929 году в составе Тифлисского округа как Гаре-Кахетинский район. С 1930 года в прямом подчинении Грузинской ССР. 27 октября 1933 года переименован в Сагареджойский район. В 1951—1953 годах входил в состав Тбилисской области. 21 января 1959 года к Сагареджойскому району были присоединены Иормуганлойский, Какабетский и Кандаурский сельсоветы упразднённого Качретского района. 2 января 1963 года упразднён, 23 ноября 1963 года восстановлен. С 2006 года является муниципалитетом.

## Административное устройство
Территория муниципалитета разделена на 25 административных единиц. В состав муниципалитета входит 49 населённый пункт, в том числе 1 город и 48 село:
1. Административная единица города Сагареджо
2. Административная единица Бадиаури.
3. Административная единица Верхвиани.
4. Административная единица Гиоргицминда - села: Гиоргицминда, Антоки, Мариамджвари, Квемо-Самгори.
5. Административная единица Гомбори - села: Гомбори, Русиани, Верона, Вашлиани, Аскилаури.
6. Административная единица Диди-Чаилури.
7. Административная единица Дузаграма - села: Дузаграма, Палдо, Цицматиани.
8. Административная единица Иормуганло - села: Муганло, Кешало.
9. Административная единица Какабети.
10. Административная единица Кандаура - села: Земо-Кандаура, Квемо-Кандаура.
11. Административная единица Кочбаани - села: Кочбаани, Отараани, Сасадило, Горана, Ботко, Иквливгорана, Хинчеби.
12. Административная единица Манави - села: Манави, Земо Бурдиани.
13. Административная единица Мзисгули.
14. Административная единица Ламбало - села: Земо-Ламбало, Квемо-Ламбало.
15. Административная единица Ниноцминда.
16. Административная единица Патара-Чаилури.
17. Административная единица Патардзеули.
18. Административная единица Сатапле.
19. Административная единица Тохлиаури.
20. Административная единица Тулари - села: Тулари, Казлар.
21. Административная единица Удабно.
22. Административная единица Уджарма - села: Уджарма, Палдо, Мухровани, Мефеткари.
23. Административная единица Хашми.
24. Административная единица Цкаростави.
25. Административная единица Шиблиани

### Список населённых пунктов
| Город/сёла                            | Численность в 2014 году, чел. | грузины % | азер- байджан- цы % | русские % | осетины % |
| ------------------------------------- | ----------------------------- | --------- | ------------------- | --------- | --------- |
| город Сагареджо (груз. საგარეჯო)      | 10 871                        | 98,7      |                     |           |           |
| Антоки (груз. ანთოკი)                 | 73                            | 100       |                     |           |           |
| Аскилаури (груз. ასკილაური)           | 70                            | 100       |                     |           |           |
| Бадиаури (груз. ბადიაური)             | 1286                          | 99,8      |                     |           |           |
| Бурдиани (груз. ბურდიანი)             | 32                            | 100       |                     |           |           |
| Вашлиани (груз. ვაშლიანი)             | 19                            | 100       |                     |           |           |
| Верона (груз. ვერონა)                 | 57                            | 100       |                     |           |           |
| Верхвиани (груз. ვერხვიანი)           | 495                           | 100       |                     |           |           |
| Гиоргицминда (груз. გიორგიწმინდა)     | 2307                          | 99,2      |                     |           |           |
| Гомбори (груз. გომბორი)               | 681                           | 50,5      | 44,6                | 4,6       |           |
| Горана (груз. გორანა)                 | 74                            | 97,3      |                     |           |           |
| Диди-Чаилури (груз. დიდი ჩაილური)     | 850                           | 99,2      |                     |           |           |
| Дузаграма (груз. დუზაგრამა)           | 621                           |           | 100                 |           |           |
| Земо-Кандаура (груз. ზემო ყანდაურა)   | 26                            | 96,2      |                     |           |           |
| Земо-Ламбало (груз. ზემო ლამბალო)     | 2959                          |           | 99,9                |           |           |
| Иквливгорана (груз. იკვლივგორანა)     | 13                            | 92,3      |                     | 7,7       |           |
| Казлари (груз. კაზლარი)               | 1298                          |           | 99,0                |           |           |
| Какабети (груз. კაკაბეთი)             | 2771                          | 99,1      |                     |           |           |
| Квемо-Кандаура (груз. ქვემო ყანდაურა) | 1013                          | 99,7      |                     |           |           |
| Квемо-Ламбало (груз. ქვემო ლამბალო)   | 3021                          |           | 99,6                |           |           |
| Квемо-Самгори (груз. ქვემო სამგორი)   | 66                            | 74,2      | 7,6                 | 3,0       |           |
| Кешало (груз. ქეშალო)                 | 2438                          |           | 100                 |           |           |
| Кочбаани (груз. კოჭბაანი)             | 132                           | 100       |                     |           |           |
| Манави (груз. მანავი)                 | 2769                          | 99,7      |                     |           |           |
| Мариамджвари (груз. მარიამჯვარი)      | 9                             | 100       |                     |           |           |
| Мзисгули (груз. მზისგული)             | 578                           | 93,6      |                     | 5,0       |           |
| Муганло (груз. მუღანლო)               | 2169                          |           | 99,95               |           |           |
| Мухровани (груз. მუხროვანი)           | 16                            | 87,5      |                     |           |           |
| Ниноцминда (груз. ნინოწმინდა)         | 1904                          | 99,4      |                     |           |           |
| Отараани (груз. ოთარაანი)             | 19                            | 89,5      | 10,5                |           |           |
| Палдо (груз. პალდო)                   | 18                            | 94,4      | 5,6                 |           |           |
| Палдо (груз. პალდო)                   | 696                           |           | 99,9                |           |           |
| Патара-Чаилури (груз. პატარა ჩაილური) | 890                           | 99,1      |                     |           |           |
| Патардзеули (груз. პატარძეული)        | 2829                          | 99,6      |                     |           |           |
| Русиани (груз. რუსიანი)               | 61                            | 96,7      |                     |           |           |
| Сасадило (груз. სასადილო)             | 80                            | 97,5      |                     |           |           |
| Сатапле (груз. სათაფლე)               | 74                            | 71,6      |                     | 25,7      |           |
| Тохлиаури (груз. თოხლიაური)           | 983                           | 98,6      |                     |           |           |
| Тулари (груз. თულარი)                 | 3147                          |           | 99,9                |           |           |
| Удабно (груз. უდაბნო)                 | 597                           | 99,5      |                     |           |           |
| Уджарма (груз. უჯარმა)                | 445                           | 99,1      |                     |           |           |
| Хашми (груз. ხაშმი)                   | 1632                          | 99,3      |                     |           |           |
| Цицматиани (груз. წიწმატიანი)         | 522                           |           | 100                 |           |           |
| Цкаростави (груз. წყაროსთავი)         | 694                           | 100       |                     |           |           |
| Шиблиани (груз. შიბლიანი)             | 456                           | 100       |                     |           |           |

## География
С геоморфологической точки   зрения  территория  Сагареджойского муниципалитета разнообразна. Южная часть муниципалитета  находится на   Иорском   плоскогорье, где встречаются и плоскости и холма, построен из неогеновых  слоев  четверной системой осадочных пластов.
Геологически она  состоит из моноклинурантных высот и синклинических плоскодонных впадин. На плоскогорье  надстроены сухие ущелья, хеви, овраги и террасы.

### Внутренние воды
Главной гидрологическую сеть образует река Иори, которая разделяет территорию муниципалитета на две части. С помощью реки Иори проведен Самгорский верхнемагистральный канал, питающий Тбилисское море.
На территории муниципалитета  течет река Чаилури (длина 30км), она берет начало на юго- западном склоне Гомборского хребта. Местами разветвляется.
Река Лапианхеви; для нее характерно половодье.  Маловодная река (длина 11,5 км). Осенью  здесь часто происходит разлив реки.
На территории муниципалитета находится река Гомбори (длина 12,4 км), исток реки в горах Гомбори.
В муниципалитете находятся озера, более значительные из них расположены около Уджарма, озера  богаты рыбой.

### Флора и фауна
В лесах Гомборского хребта обитают косуля, бурый медведь, заяц, волк, барсук, шакал, ласка, редко встречается  камышовый кот, полосатая гиена.
Из птиц: фазан, дикий голубь, перепел, сорока, кеклик, ворона. 
В реке Иори водятся рыбы: голавль, подуст колхидский, щиповка, рыба-клоун, храмули, мурца,и другие виды  рыб. 
В местных лесах растет сосна Сосновского  (крючковая) рост которой может достигать 35 м.
Распространена на высоте 800-1800 м над уровнем моря. 
Она образует сосново-грабовые, сосново-березовые, сосново-буковые  заросли, рядом растут кленовые, буковые, дубовые деревья.
На Иорском плоскогорье  степи   богаты  ковылем и бородачем. 
Из колючих кустарников чаще встречается держидерево. На берегу Иори растет вяз, ива белая, белолистка и др. В предгорье Гомборского хребта дубово-грабовые  заросли и степи с колючими кустарниками. Верхняя часть горных склонов богата буком; нижние склоны - дубом и грабом. В самой высокой части Гомбори господствуют субальпийские луга.

## Население
По состоянию на 1 января 2021 года число жителей Сагареджойского муниципалитета составляло 52.3 тысяч жителей. Из них в поселениях городского типа проживает 10.5 тыс., а число жителей в поселениях сельского типа составляет 41.8 тыс. человек.
Большая часть населения проживает в Иорском ущелье и предгорье Гомборского хребта. Основная зона расселения — 400-800 м над уровнем моря. 
Большинство людей проживает в сёлах. На территории Сагареджойского муниципалитета в основном живут грузины, также азербайджанцы, русские и армяне.
Азербайджанцы живут в селе Муганло, Дузаграм, Палдо и т.д
| Грузины       | 39 409 | 66,56 %  |
| Азербайджанцы | 18 907 | 31,93 %  |
| Русские       | 377    | 0,64 %   |
| Армяне        | 231    | 0,39 %   |
| Осетины       | 125    | 0,21 %   |
| Езиды         | 33     | 0,06 %   |
| Греки         | 27     | 0,05 %   |
| Абхазы        | 21     | 0,04 %   |
| Украинцы      | 21     | 0,04 %   |
| Кистины       | 4      | 0,01 %   |
| всего         | 59 212 | 100,00 % |

| Грузины       | 34 211 | 66,09 %  |
| Азербайджанцы | 17 164 | 33,16 %  |
| Русские       | 169    | 0,33 %   |
| Армяне        | 92     | 0,18 %   |
| Езиды         | 29     | 0,06 %   |
| Украинцы      | 20     | 0,04 %   |
| Осетины       | 19     | 0,04 %   |
| Греки         | 10     | 0,02 %   |
| другие        | 47     | 0,09 %   |
| всего         | 51 761 | 100,00 % |

Абсолютное большинство населения муниципалитета составляют грузины (кахетинцы) — 66,6 %
Основная часть первого по численности национального меньшинства муниципалитета — азербайджанцев (31,9 % или 18,9 тыс. чел.) — проживает в анклаве из 8 сёл на юго-востоке муниципалитета, составляя по переписи 2002 года в них 97-100 % населения: Ламбало (99 % из 6254 жит.), Тулари (97 % из 3698 жит.), Кешало (100 % из 2983 жит.), Муганло (100 % из 1830 жителей), Дузаграма (98 % из 1323 жит.), Казлари (99 % из 1134 жит.), Палдо (98 % из 874 жит.), Цицматиани (100 % из 643 жит.). Также азербайджанцы на самом деле по происхождению они таты проживают в селе Гомбори (40 % при 50 % грузин из 775 жит., 2002 г.) к северо-западу от Сагареджо и в самом Сагареджо.
Основная часть второго по численности национального меньшинства муниципалитета — русских (0,6 % или 0,4 тыс. чел.) — живёт в селе Красногорск к югу от Сагареджо на юго-западе муниципалитета, а также в самом Сагареджо и ряде других сёл (особенно, ранее, в том числе в селе Богдановка при 92 % грузин в 2002 г.).
Осетины населяют ряд северо-западных сёл: Отараани (63 % из 8 жителей), Палдо (32 % при 68 % грузин из 25 жит.), Сасадило (27 % при 73 % грузин из 104 жит., 2002 г.), Гомбори (не более 10 %) и др.

## Образование
На территории  муниципалитета функционирует 26 общеобразовательных школ, из них  4 школы находятся на территории города Сагареджо. На территории муниципалитета функционируют 3 негосударственные (частные) общеобразовательные заведения ООО «Тамари Гареджели» и ООО «Патардзеульская грузино-французская школа-лицей», которая  обучает на начально-базово-средней ступени образования, ООО «Илия» Высшее учебно-образовательное заведение им. Ильи Чавчавадзе - здесь учеба проводится на среднем уровне общеобразовательных школ и по  профессиональным образовательным программам. 
На территории Сагареджойского муниципалитета  функционирует  26   учреждений для детей дошкольного возраста (детские сады и ясли), 2 внешкольных учреждения : Сагареджойский дом школьников и молодежи и Центр обучения Грузинского языка в селе  Дузаграми.

## Культура
В Сагареджойском муниципалитете функционирует кукольный театр.
Кукольный театр был основан в 1956 году  во главе Ильи (Кита) Бузиашвили. За 40 лет работы было поставлено несколькими поколениями актеров- любителей до двадцати пьес.
Сагареджойский кукольный театр  в 1996, 1998, 1999, 2001, 2014 годах стал победителем  в различных номинациях, лауреатом фестивалей, организованных  Грузинским Государственным фольклорным  центром. В 1999 году был удостоен почетного  звания «Народного театра». 
В Сагареджо функционирует НЮЛ(некоммерческое юридическое  лицо)  «Музыкальная школа имени Джемала Бурджанадзе.

### Фестивали и народные праздники
| Название    | Дата  | Описание |
| ----------- | ----- | --- |
| «Гареджоба» | май   | отмечают ежегодно в мае месяце. Местом праздника является село Удабно Сагареджойского муниципалитета около монастырского комплекса Давид Гареджи, на территории Чичхитурского замка. |
| «Гоглаоба»  | май   | Народный праздник – Гоглаоба проводится ежегодно в мае месяце в селе Патардзеули. Посвящен праздник памяти грузинского поэта и писатея Гогла Леонидзе, празднуют в его родном селе.  |
| «Берикаоба» | Весна | В селе Чаилури Сагареджойского муниципалитета каждый год весной перед началом Великого поста, до Сырной седмицы отмечают древний праздник «Берикаоба».                               |
| «Резооба»   | июнь  | Народный праздник «Резооба» посвящается памяти Реваза Инанишвили. Основан в 2016 году, проводится в июне, в родном селе писателя, в Хашми.                                           |

## Спорт
В Сагареджойском муниципалитете функционируют  три спортивные школы. Подростки тренируются в различных секциях   по 9 видам спорта: грузинская борьба, самбо, дзюдо, вольная борьба, футбол, регби, шахматы, легкая атлетика, плавание.  Сегодня в Сагареджойском муниципалитете 10 спортзалов для борьбы, 10 мини  и одно  спортивное поле. Благоустроено три рекреативных зон. Открытый  бассейн и теннисные корты.
В Сагареджойском муниципалитете функционирует футбольный клуб «Гареджи 1960». Клуб был основан в 1960 году. Профессиональная спортивная команда принимает участие в Национальной лиге.

## Экономика
Основой сельскохозяйственной отраслью Сагареджойского муниципалитета является виноградарство и виноделие. В муниципалитете находятся микрозоны, где по традиции производятся такие известные вина как: «Манавис мцване»,   «Хашмис саперави», названия вин происходят из данной местности.
Главными отраслями экономики в Сагареджойском муниципалитете являются: производство пшеничной муки, вина, кур/яиц, табака и кирпича.

## Достопримечательности

### Государственный заповедник Мариамджвари
Государственный заповедник в муниципалитете Сагареджо, на южных склонах Гомборского хребта. Площадь -1040 га.
Основан в 1935 году с целью охраны массивов редчайшей реликтовой сосны Сосновского. Большая часть заповедника покрыта лесами. Здесь растет граб, черный граб, дуб, бук, клен, вяз.

### Давид-Гареджа
Один из самых значительных религиозно-культурных  центров Грузии  феодального периода, комплекс монастырских пещер.
Находится на территории Сагареджойского муниципалитета к юго- востоку Тбилиси в 60-70 км. На пустынном Гареджском кряже. Малая часть монастырского комплекса (Бертубани») находится на территории Азербайджана. Монастырские территории Удабно и Чичхитури являются спорным вопросом  Азербайджана и Грузии. 
Комплекс был основан одним из ассирийских отцов Давидом.

### Манавис  цихе
замок на высокой горе, в  Гаре Кахетии, неподалёку от села Манави Сагареджойского муниципалитета. Здесь был один из центров  периода последних лет феодальной Грузии. По общим чертам старый пласт замка датируется X-XIвв, а новый-
XVI-XVIII веками.
7 ноября 2006 года по приказу президента Грузии Манавис цихе была присвоена–категория  недвижимого памятника  культурного наследия национального значения .

### Уджармис Цихе
Уджарма- исторический город - крепость в Грузии. Находится с севера села Уджарма Сагареджойского муниципалитета, в 4 км., недалеко от Гомборского хребта. Период строительства крепости относится рубеж III-IV вв.  В период царствования царя Аспагура. О его мощи заботились Вахтанг Горгасали и Дачи. В IV-VIII в истории страны занимала значительную роль. 

### Краеведческий музей Сагареджо
Исторический музей был основан в 1958 году. В музее 7050 экспонатов. Здесь  сохранены случайно найденные на территории Кахетии   при археологических раскопках артефакты от  позднего бронзового периода  до средневековья: произведения изобразительного  искусства, материалы, характерные для местного быта этнографического типа3 .

### Дом-музей Гиорги (Гогла) Леонидзе
Дом-музей грузинского поэта и писателя, общественного деятеля в селе Патардзеули Сагареджойского муниципалитета. Построен отцом Гиоргия Леонидзе - Николозом, последнего  перевели для богослужения в 60-е годы  XIX  века в патардзеульский храм св. Шио. Дом стал музеем в 1968 году.В доме сохранены  большая семейная тахта, где родился Гогла, его кровать-тахта, фамильная мебель, его костюм, личные вещи, и две картины Ладо Гудиашвили-два портрета Гогла.

### Сельский исторический музей  имени Кетеван Дохтурашвили
Исторический музей находится в селе Патардзеули Сагареджойского муниципалитета. Функционирует с 2007 года. В нем находятся археологические, этнографические, нумизматические, бонистические, фото и исследуемые материалы.

## Знаменитые горожане
| Фото | имя и фамилия     | Годы        | Описание                                                                     |
| ---- | ----------------- | ----------- | ---------------------------------------------------------------------------- |
|      | Гиорги Леонидзе   | 1900 - 1966 | Грузинский писатель, поэт, общественный деятель.                             |
|      | Арсен Мекокишвили | 1912 - 1972 | Грузинский борец.                                                            |
|      | Реваз Инанишвили  | 1926 - 1991 | Грузинский писатель.                                                         |
|      | Леван Тедиашвили  | 1948 -      | Грузинский борец (вольный стиль, самбо); Двукратный чампион олимпийских игр. |

## Побратимые города
| город     | государство | Регион/район/округ | площадь | Количество жителей | Почтовый код | Веб-стр. |
| --------- | ----------- | ------------------ | ------- | ------------------ | ------------ | -------- |
| Ширвинтос | Литва       | Вильнюсский уезд   | -       | 5 513              | LT-19001     |          |